# ال-نمرود
اَل-نَمرود یک گروه موسیقی بلک متال از عربستان سعودی است. نام گروه اشاره به نمرود پادشاه بابِل دارد و انتخاب این نام به‌خاطر محتوای دین‌ستیزانهٔ آثار گروه بوده‌است.
موسیقی آن‌ها آمیزه‌ای از بلک متال و موسیقی آسیای غربی است و در تنظیم آثارشان از سازهایی مانند عود و نِی هم استفاده می‌کنند. هویت واقعی اعضای اَل-نَمرود نامشخص است چون شناسایی آنها می‌تواند به اعدام شدن‌شان توسط حکومت عربستان سعودی منجر شود. به دلیل ترس از دستگیری و مجازات، اعضای اَل-نَمرود تا به حال کنسرتی برگزار نکرده‌اند. اعضای گروه به گفتهٔ خودشان شیطان‌پرست نیستند بلکه ضد دین هستند و تمرکزشان بر تمدن‌های پیش از اسلام است که در عربستان به‌صورت سنتی نادیده گرفته می‌شوند. مِفیستو گیتاریست و از اعضای بنیانگذار گروه، در مصاحبهٔ ایمیلی که در سال ۲۰۱۵ با مجلهٔ وایس انجام داد گفت که آن‌ها از مذهب به ستوه آمده‌اند و از هر چیزی که مربوط به دین باشد حالت تهوع پیدا می‌کنند.
اَل-نَمرود از زمان شکل‌گیری گروه در سال ۲۰۰۸، چندین آلبوم و ترانه منتشر کرده‌اند. آن‌ها همچنین سه قطعهٔ موسیقی فیلم ساخته‌اند و در حال حاضر آثارشان با لیبل شرکت کانادایی «شَیطان پروداکشنز» منتشر می‌شود.

## دیسکوگرافی

### آلبوم‌های استودیویی
- ۲۰۰۹: انتقام بگیر (استُفحِل الثأر)[۹]
- ۲۰۱۰: افسانهٔ طاغوت (أُسطورة طاغوت)[۹]
- ۲۰۱۲: کتاب بُت‌ها (کتابُ الأوثان)[۹]
- ۲۰۱۴: وقتی غروب فرا می‌رسد (حینَ یَظهر الغسق)[۹]
- ۲۰۱۵: رژیم بی‌عدالتی (دیاجی الجور)[۹]
- ۲۰۱۷: انکار (إنکار)[۱۰]

### تک‌آهنگ و ای‌پی‌ها
- ۲۰۰۸: پیروان نمرود (أتباع النمرود)[۱۱]
- ۲۰۱۳: لشکر نمرود (جیش النمرود)
- ۲۰۱۵: (أنا الطُغیان)

### موزیک ویدئو
| Year | Title                      | Director               |
| ---- | -------------------------- | ---------------------- |
| ۲۰۱۴ | “Bat Al Tha ar Nar Muheja” | کالِن آرتینیان          |
| ۲۰۱۵ | “Hayat Al Khezea”          | لگَسی استودیو پروداکشنز |
| ۲۰۱۷ | “Nabth”                    | سیلورفریم پروداکشنز    |

### آلبوم‌های گردآوری‌شده
- ۲۰۱۸: ده سال ایستادگی[۹]